# Viola zophodes
Viola zophodes är en violväxtart som beskrevs av K.R.Thiele och Prober. Viola zophodes ingår i släktet violer, och familjen violväxter. Inga underarter finns listade i Catalogue of Life.